# Pandore

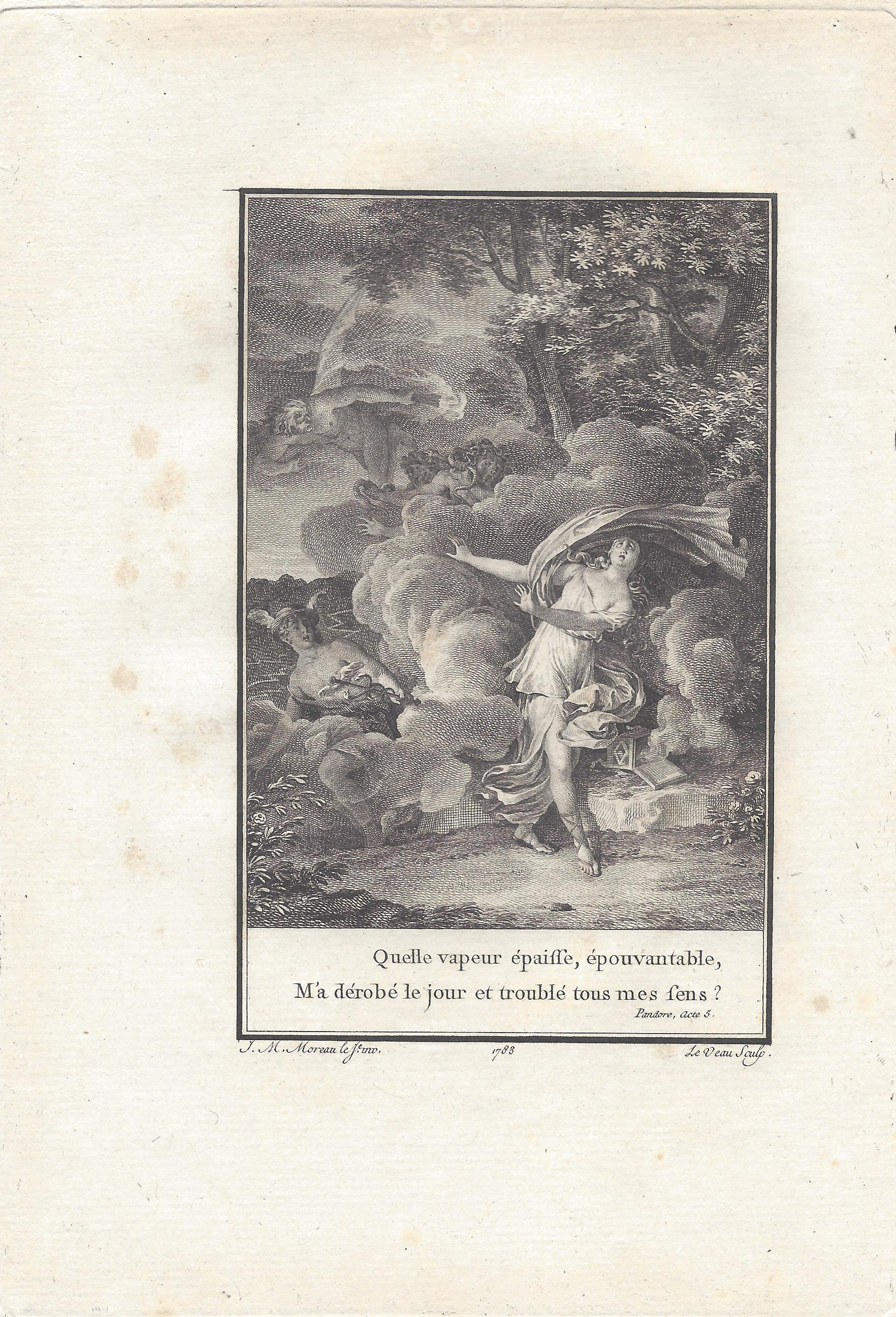
Jean-Michel Moreau: Illustration zur Pandore, 1783

Pandore ist ein ab 1739 entstandenes Opernlibretto in fünf Akten von Voltaire. Das zuerst von Joseph-Nicolas-Pancrace Royer und danach von Jean-Benjamin de La Borde (1734–1794) vertonte Libretto Pandore wurde lediglich 1752 und 1767 in Versailles und einmalig in Ferney aufgeführt. Die dritte Vertonung von Stanislas Champain (1753–1830) von 1813 wurde nicht aufgeführt. Eine neue Vertonung weitgehend im Stil des französischen Barock wurde 2019 von Klaus Miehling vorgenommen.

## Handlung
Die Handlung spielt in einer Landschaft mit Bergen im Hintergrund. Prométhée (im Erstdruck Prometée) belebt die von ihm geschaffene Pandore mit dem von ihm gestohlenen Feuer der Liebe. Pandore verliebt sich in ihren Schöpfer und entzündet das Feuer. Sie erregt dadurch den Zorn nicht nur Jupiters, sondern auch der Titanen, die sich vergeblich gegen die Götter auflehnen. Jupiter schenkt Pandore eine Büchse; Prométhée erkennt, dass es sich um eine Falle handelt und nimmt ihr das Versprechen ab, die Büchse niemals zu öffnen. Eine Lüge der Göttin Nemesis, Pandore werde für immer schön sein, wenn sie die Dose öffne, führt dazu, dass Pandore ihr Versprechen bricht. Alle Übel gelangen aus der Büchse und verbreiten sich. Die Erde verliert ihren ewigen Frühling, der Tod zieht ein. Die Menschheit kann sich danach nur noch auf sich selbst und die Liebe verlassen.

## Literarische Vorlage und biografische Bezüge
Voltaire arbeitete am Libretto zur Pandore mit mehreren verknüpften Motiven der griechischen Mythologie seit 1739. Erstmals erwähnte Voltaire das Stück in einem Brief an Helvétius vom 3. Januar 1740. Er beabsichtigte die Verfassung seiner philosophischen Oper mit dem Motiv der Theodizee. Voltaire versuchte mehrfach die führenden Komponisten seiner Zeit zu einer Vertonung zu bewegen. Rameau lehnte dankend ab. Schließlich übernahm Ende 1765 Jean-Benjamin de La Borde den Auftrag, blieb aber hinter den Erwartungen Voltaires und der Zuhörer weit zurück. Voltaire selbst zweifelte in seinem Brief an Laborde vom 4. November 1765 an der Qualität seiner Vorlage:

„"Pandore ist kein gutes Werk, aber es gibt immerhin eine gute Unterhaltung ab mit einer abwechslungsreichen Musik, den vielen Duetten, Terzetten und den Chören. Im Übrigen ist es eine philosophische Oper, die vor Leuten wie Bayle und Diderot aufgeführt werden sollte; es geht um den Ursprung des Bösen im Physischen und im Sittlichen; Jupiter kommt darin übrigens eine wenig schmeichelhafte Rolle zu...“

## Aufführungen und zeitgenössische Rezeption
Nach Adrien-Jean-Quentin Beuchot gab der Duc de Richelieu als Vorsteher des Théâtre des Menus-Plaisirs in Versailles 1752 eine Partitur der Pandore bei Joseph-Nicolas-Pancrace Royer in Auftrag. Eine Aufführung von Royers Oper mit dem von einem gewissen M. Sireuil überarbeiteten Librettos unter dem Titel Prométhée et Pandore erfolgte am 5. Oktober 1752 im Salon der Jeanne-Louise Constance d'Aumont, Marquise und spätere Duchesse de Villeroy (1731–1816). Die Änderung des Titels und des Textes von Sireuil wurde von Voltaire, der ihn als einen ehemaligen Mantelträger des Königs bezeichnete, scharf missbilligt. Voltaire hintertrieb 1754 eine von Royer geplante Aufführung in Paris. Royer verstarb 1755 in Paris. Voltaire bemerkte sarkastisch zu seinem Tod: „Gott hat Royer gestraft. Er ist tot. Ich wollte, daß man ihn zusammen mit seiner Oper begräbt, bevor man sie im Theater, seinem Paradebett, exponiert....“ Die von Voltaire favorisierte Fassung von Laborde wurde am 14. Februar 1767 im Théâtre des Menus-Plaisirs uraufgeführt. Eine weitere Aufführung folgte im privaten Theater Voltaires in Ferney. Die Musik Labordes ging wie die von Royer verloren. Das Manuskript der unaufgeführten Vertonung von Stanislas Champain hat sich in der Bibliothèque nationale de France erhalten.

## Drucklegung
Der Text der Pandore erschien erstmals im dritten Band der Dresdener Werkausgabe bei Walther.

## Erste Ausgabe
- Pandore. Opéra, in: Oeuvres de Mr. de Voltaire, Nouvelle Édition, Band III, Dresden, Walther, 1748,  8°, S. 321–360.